# يوحنا ألين
يوحنا ألين (بالإنجليزية: John Allen)‏ (24 أبريل 1955 بكوفنتري في المملكة المتحدة - ) هو لاعب كرة قدم بريطاني في مركز الهجوم. لعب مع بورت فايل وليستر سيتي وهنكلي يونايتد ‏.

## وصلات خارجية
- يوحنا ألين على موقع قاعدة بيانات كرة القدم.إي يو (الإنجليزية)